# Young Bloods
「Young Bloods」（ヤングブラッズ）は、佐野元春の17作目及び18作目のシングル。1985年2月1日、EPIC・ソニー（現：エピックレコードジャパン）からシングルが、同年3月21日、12インチ・シングルが発売された。

## 概要
国際青少年年のテーマソングに使用され、NHKで繰返しスポットが流されたこともあり最高位7位と佐野にとって初のトップ10作品となった。本曲の印税をアフリカ難民救済のチャリティーとして寄付するなど話題を呼んだ。
渡米期間中に起こったMTVの人気に影響を受け、1985年1月4日早朝の代々木公園で、THE HEARTLANDと共に演奏するPVを制作した。
同年3月21日には、12インチシングルの「Young Bloods (Special Dance Mix)」が発売された。なお、このバージョンはアルバム未収録。
2024年6月5日には、佐野元春 & ザ・コヨーテバンドが再レコーディングした「Youngbloods (New Recording 2024)」を配信リリースした。またオリジナル版と同じく代々木公園を舞台にしたダンスチーム「CyberAgent Legit」が参加したミュージック・ビデオも制作されている。この再レコーディングバージョンは、2023年6月から9月まで行った佐野元春 & ザ・コヨーテバンドの全国ツアー『今、何処TOUR 2023』終了後、「佐野元春クラシックスの再定義」というコンセプトを掲げ、歌詞やアレンジ、歌唱、演奏を見直し、今の時代に響く楽曲として再レコーディングするスタジオ・セッションを行い、その過程でレコーディングされたもので「Youngbloods」以外にもレコーディングが終了している楽曲が数曲存在している。

## ジャケット
シングルジャケットの初回盤は、LPレコードのような見開きジャケット仕様を踏襲している。
12インチシングルのジャケット裏面には、1985年時点での紛争地域をマーキングした世界地図のイラストが描かれている。

## 収録曲
- 全作詞・作曲・編曲：佐野元春
- (C)1985 THUNDER MUSIC

### Young Bloods
1. Young Bloods
2. Young Bloods (Hello Goodbye Version)

### Young Bloods （Special Dance Mix）
Side One
1. Young Bloods (Special Dance Mix)

Another Side
1. Young Bloods 7inch Version N.Y. Mix
2. Young Bloods Instrumental

## レコーディング・メンバー
THE HEARTLAND
- Vocals, Guitars：佐野元春
- Piano, Synth.：西本明
- Piano, Synth.：阿部吉剛
- Drums：古田たかし
- Bass：小野田清文
- Guitars：横内“TAKE”健亨
- Percussion：里村美和

THE TOKYO BE-BOP
- Saxophone：ダディ柴田
- Trumpet：石垣三十郎
- Tromborne：ボーン助谷

THE PRETTY FLAMINGOS
- Unknown

GUEST MUSICIAN
- Keyboards：JACK WALDMAN